# Pyrausta fibulalis
Pyrausta fibulalis là một loài bướm đêm trong họ Crambidae.